# Lovosice zastávka
Lovosice zastávka – przystanek kolejowy w miejscowości Lovosice, w kraju usteckim, w Czechach. Znajduje się na wysokości 155 m n.p.m. Położony jest w północnej części miasta.
Jest obsługiwany i zarządzany przez České dráhy. Na przystanku nie ma możliwości zakupu biletów, a obsługa podróżnych odbywa się w pociągu.

## Linie kolejowe
- 097 Lovosice - Teplice v Čechách